# Pilomatrixom

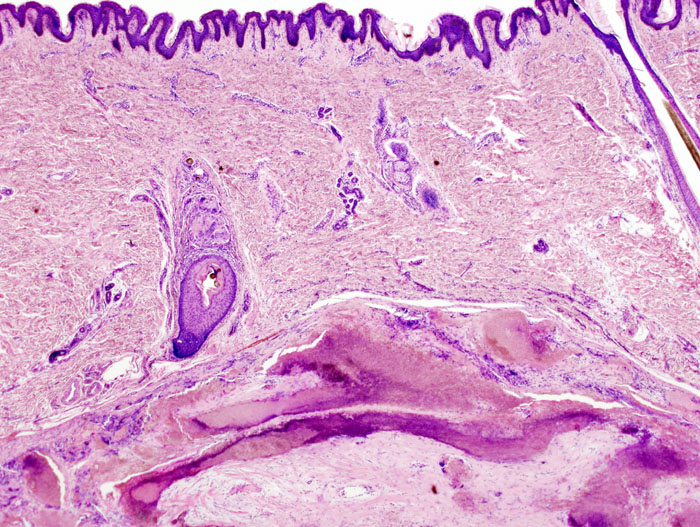
Kalzifizierendes Epitheliom der Haut

Das Pilomatrixom (Syn. Epithelioma calcificans Malherbe, Malherbe-Tumor und kalzifizierendes Epitheliom) ist ein gutartiger, palpatorisch harter Hauttumor, der insbesondere bei Kindern, aber auch in allen anderen Altersgruppen gefunden werden kann. Das Pilomatrixom leitet sich von der Haarmatrix ab. Es entsteht aus einem zystischen Gebilde, das in seinem Inneren Schattenzellen, das sind nekrotische Zellen ohne Zellkern, ausbildet und kalzifiziert (verkalkt).
Das Kalzifizierende Epitheliom wurde 1880 von Albert Malherbe und J. Chenantais beschrieben.
Abzugrenzen ist das Pilomatrixom vom Pilomatrixkarzinom, einem sehr seltenen malignen Tumor, der vom Haarfollikelapparat ausgeht und in sehr seltenen Fällen aus einem Pilomatrixom entstehen kann.
Außer beim Menschen ist das Pilomatrixom auch beim Hund beschrieben, wo es relativ häufig ist; vor allem bei Terriern, insbesondere dem Kerry Blue Terrier. Meist findet es sich im Bereich des Rumpfes.